# Titularbistum Zaraï
Zaraï (ital.: Zarai) ist ein Titularbistum der römisch-katholischen Kirche.
Es geht zurück auf ein früheres Bistum der antiken Stadt Zarai in der römischen Provinz Numidien in Nordafrika, das im 7. Jahrhundert mit der islamischen Expansion unterging.
| Titularbischöfe von Zaraï |                                                             |                                                            |                   |                    |
| Nr.                       | Name                                                        | Amt                                                        | von               | bis                |
| 1                         | Esteban Sánchez de las Heras OP                             | Apostolischer Vikar von Amoy (China)                       | 19. Januar 1895   | 21. Juni 1896      |
| 2                         | Jerome Van Aertselaer CICM                                  | Apostolischer Vikar von Zentralmongolei (China)            | 7. Mai 1898       | 12. Januar 1924    |
| 3                         | Félix Bilbao y Ugarriza                                     | Weihbischof in Tortosa (Spanien)                           | 23. April 1924    | 14. Dezember 1925  |
| 4                         | Enrique María Dubuc Moreno                                  | Koadjutorbischof von Barquisimeto (Venezuela)              | 25. Mai 1926      | 26. September 1926 |
| 5                         | Jan Stavel                                                  | Weihbischof in Olmütz (Tschechoslowakei)                   | 29. April 1927    | 1939               |
| 6                         | Vince Kovács                                                | Weihbischof in Vác (Ungarn)                                | 20. Juli 1940     | 15. März 1974      |
| 7                         | Benito Cocchi                                               | Weihbischof in Bologna (Italien)                           | 12. Dezember 1974 | 22. Mai 1982       |
| 8                         | José Sebastián Laboa Gallego Titularerzbischof pro hac vice | Apostolischer Nuntius und Apostolischer Delegat            | 18. Dezember 1982 | 24. Oktober 2002   |
| 9                         | Assis Lopes                                                 | Weihbischof in São Sebastião do Rio de Janeiro (Brasilien) | 22. Januar 2003   |                    |